# Hruška (okres Prostějov)
Obec Hruška (německy Birndorf) se nachází v okrese Prostějov v Olomouckém kraji. Žije zde 265 obyvatel.

## Název
Původní podoba jména vesnice byla Ruska nebo Ruška (nedokonalý středověký pravopis nedovoluje rozhodnout s jistotou) a byla odvozena od osobního jména Rus (případně jeho varianty Ruš), jehož základem bylo obecné rusý ("rusovlasý"). Význam místního jména byl "Rusova/Rušova ves". Před první hlásku jmen začínajících na R- bylo často přidáváno H-, na základě čehož bylo jméno přikloněno k hruška.

## Historie
První písemná zmínka o obci pochází ze zakládací listiny hradišťského kláštera z roku 1078 (Rusca).
Hruška je obec s dochovanou historickou urbanistickou strukturou středověkého založení s protáhlou návsí na vnějším obvodu vymezenou oválem záhumenních cest, doplněnou mladší domkařskou a chalupnickou zástavbou. Hodnota sídla se z památkového hlediska zakládá především na unikátním souboru válkových staveb, pravděpodobně nejrozsáhlejším v olomouckém kraji. Zbývající část historického stavebního fondu obce zahrnuje řadu hodnotných, pro oblast Hané typických staveb, především domů se sýpkovym polopatrem z 2. poloviny 19. století a počátku 20. století.
Zástavba obce je charakteristická řadovou zástavbou, případně volným řazením objektů podél silnic a ostatních místních komunikací. Starší obytná struktura je tvořena volně stojícími objekty "grunty" (zemědělské usedlosti a grunty s dvorním hospodářským traktem), které tvoří typickou formu zastavění. Doplňkem této urbanistické struktury je zástavba domkařskou strukturou v jižní a severní části obce. Původní zástavba "grunty" tvoří jasně vymezený návesní prostor podlouhlého tvaru s jasně definovaným centrálním prostorem.
Školní vyuka zde začala v r. 1778. Nejprve se vyučovalo v domcích. Škola byla později sice postavena, ale byla malá a nedostačující. Teprve v r. 1863 byla vybudována škola nová a stará byla prodána na domky. Dětí bývalo průměrně kolem 90. Od r. 1976 dojíždí děti do Základní školy do Němčic nad Hanou.
Obec má urbanisticky přesně vymezený centrální prostor – náves. V centru obce je situován dále obecní úřad, obchod, knihovna a zastávka hromadné dopravy.
Od roku 2004 má Hruška obecní symboly – znak a prapor.

## Obyvatelstvo

### Struktura
Vývoj počtu obyvatel za celou obec i za jeho jednotlivé části uvádí tabulka níže, ve které se zobrazuje i příslušnost jednotlivých částí k obci či následné odtržení.
| Místní části   | Místní části | 1869 | 1880 | 1890 | 1900 | 1910 | 1921 | 1930 | 1950 | 1961 | 1970 | 1980 | 1991 | 2001 | 2011 | 2019 |
| -------------- | ------------ | ---- | ---- | ---- | ---- | ---- | ---- | ---- | ---- | ---- | ---- | ---- | ---- | ---- | ---- | ---- |
| Počet obyvatel | část Hruška  | 409  | 439  | 456  | 521  | 512  | 489  | 524  | 414  | 435  | 368  | 330  | 278  | 258  | 223  | 257  |
| Počet domů     | část Hruška  | 70   | 81   | 88   | 100  | 105  | 105  | 118  | 125  | 119  | 109  | 103  | 116  | 108  | 108  | -    |

## Pamětihodnosti
- Stodola u čp. 33
- Stodola u čp. 32

V centru obce stojí kostel svatého Jana Nepomuckého z roku 1851, který je situován v ploše sídelní zeleně v centru obce. Původně zde stála jen dřevěná zvonice, která r. 1812 byla nahrazena zděnou. V r. 1827 byla vystavěna věž a koupeny 2 nové zvony, varhany, lavice a pozlacen oltář. V roce 1851 byl kostel zasvěcen sv. Janu Nepomuckému.

## Galerie

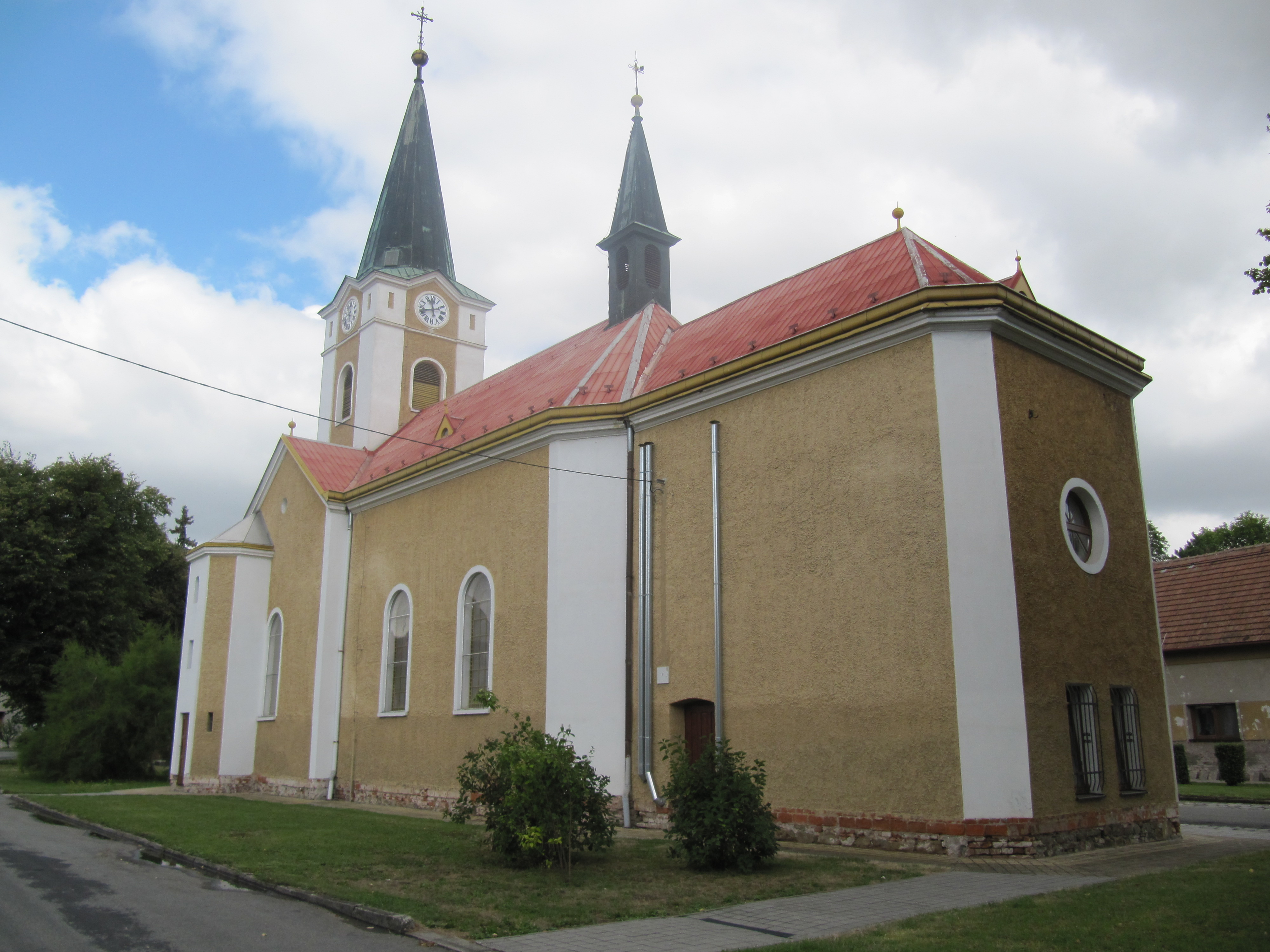
Kostel sv. Jana Nepomuckého
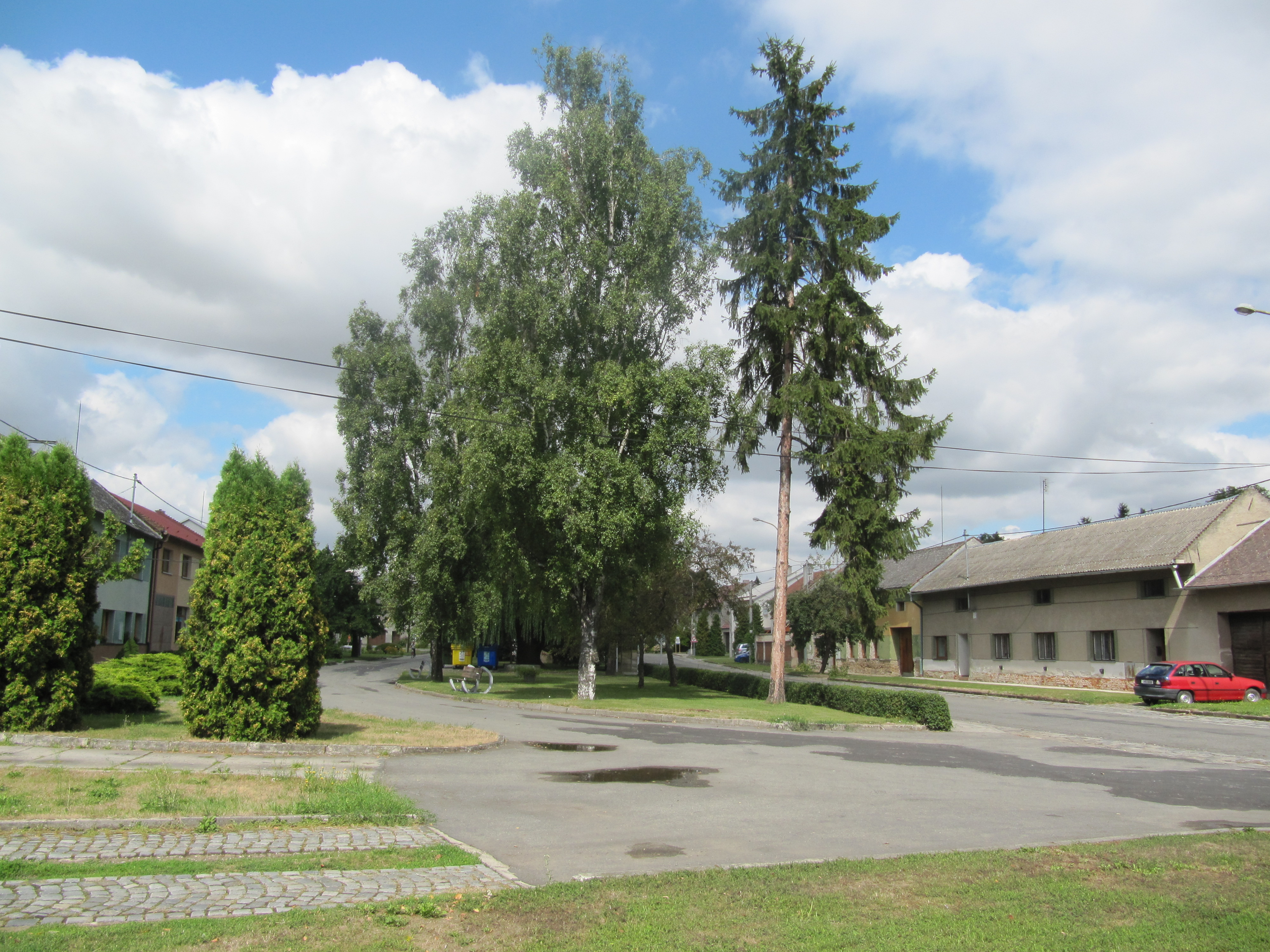
Jižní část návsi
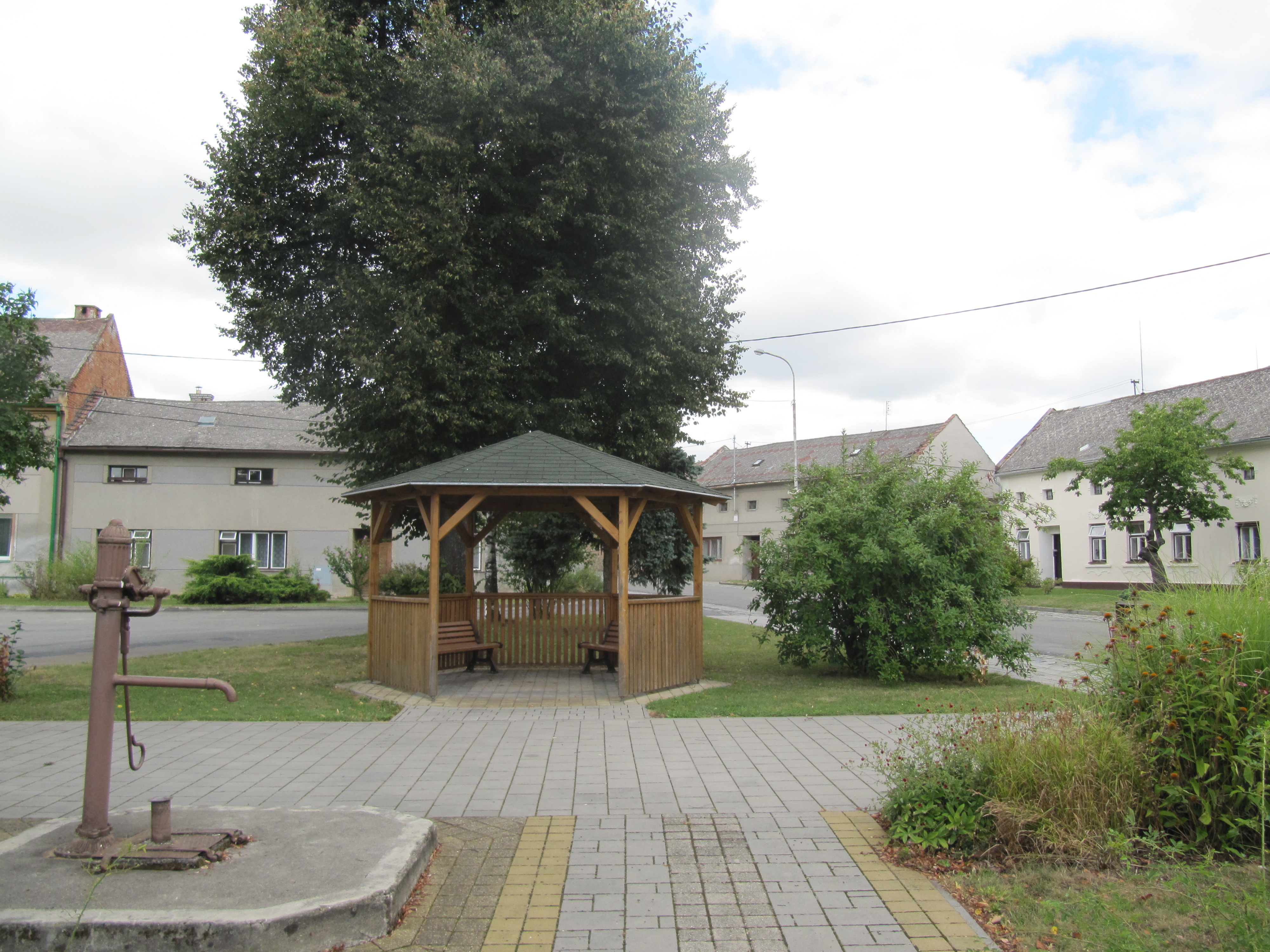
Severní část návsi
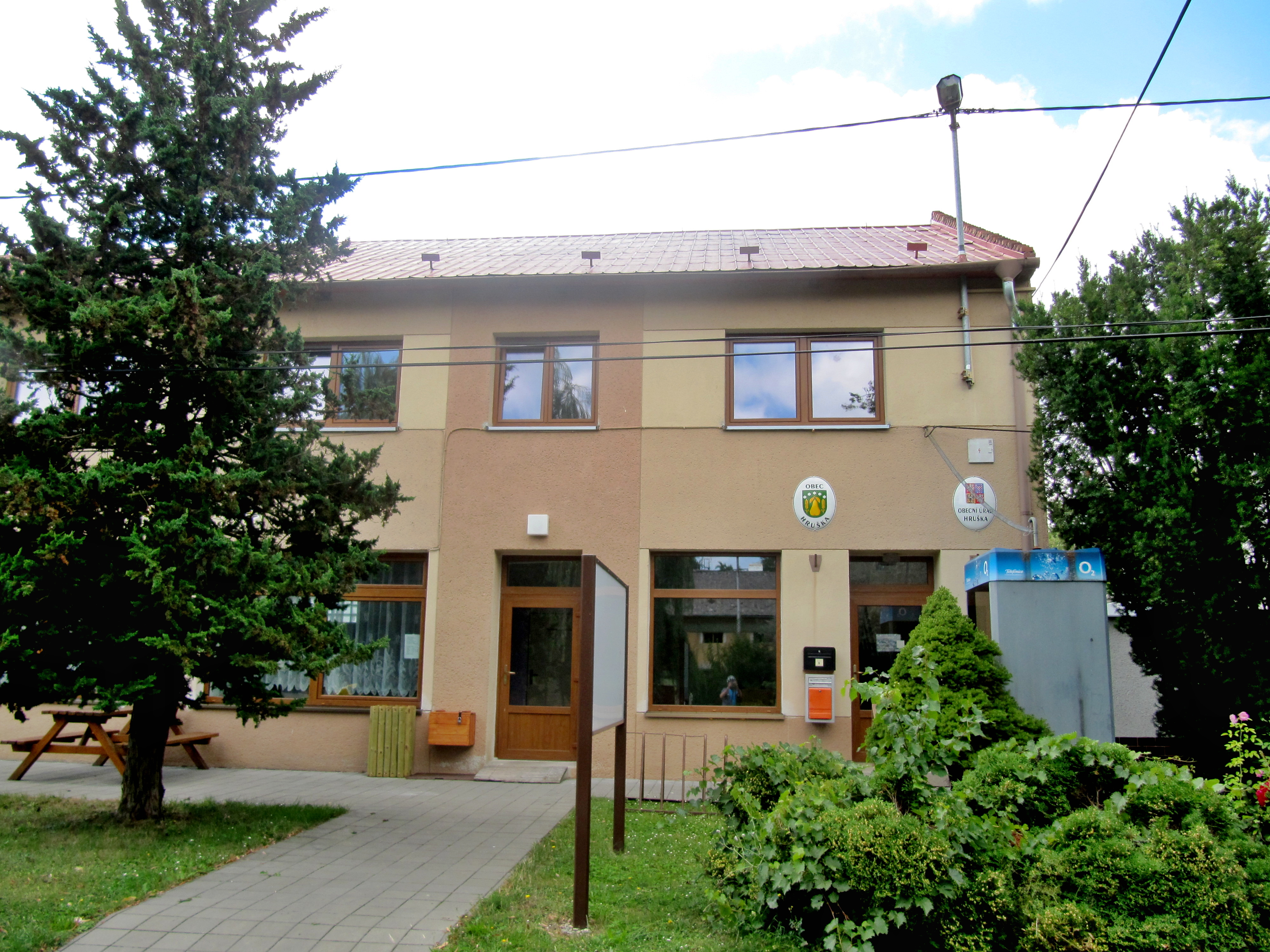
Obecní úřad
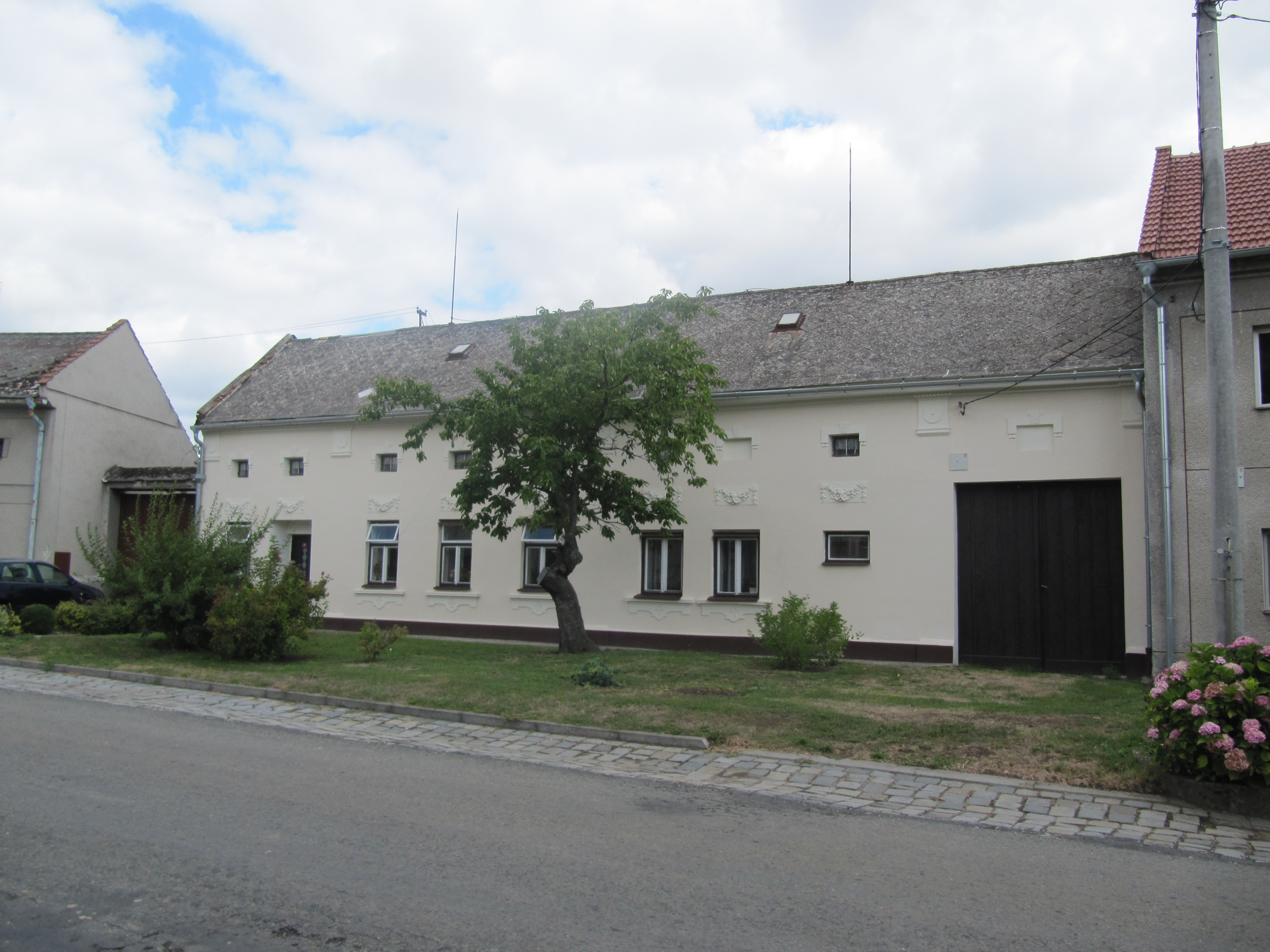
Typický hanácký dům